# Oscularia
Genre
Classification phylogénétique
Oscularia Schwantes est un genre de plante de la famille des Aizoaceae.
Oscularia Schwantes, in Möller's Deutsche Gärtn.-Zeitung 42: 187 (1927)
Type : Oscularia deltoides (L.) Schwantes (Mesembryanthemum deltoides L.)

## Liste des espèces
- Oscularia alba (L.Bolus) H.E.K.Hartmann
- Oscularia caulescens Schwantes
- Oscularia cedarbergensis (L.Bolus) H.E.K.Hartmann
- Oscularia compressa (L.Bolus) H.E.K.Hartmann
- Oscularia comptonii (L.Bolus) H.E.K.Hartmann
- Oscularia copiosa (L.Bolus) H.E.K.Hartmann
- Oscularia cremnophila van Jaarsv., Desmet & A.E.van Wyk
- Oscularia deltoides Schwantes
- Oscularia excedens (L.Bolus) H.E.K.Hartmann
- Oscularia falciformis (Haw.) H.E.K.Hartmann
- Oscularia guthrieae (L.Bolus) H.E.K.Hartmann
- Oscularia lunata (Willd.) H.E.K.Hartmann
- Oscularia major (Weston) Schwantes in H.Jacobsen
- Oscularia ornata (L.Bolus) H.E.K.Hartmann
- Oscularia paardebergensis (L.Bolus) H.E.K.Hartmann
- Oscularia pedunculata (N.E.Br.) Schwantes
- Oscularia piquetbergensis (L.Bolus) H.E.K.Hartmann
- Oscularia prasina (L.Bolus) H.E.K.Hartmann
- Oscularia primiverna (L.Bolus) H.E.K.Hartmann
- Oscularia steenbergensis (L.Bolus) H.E.K.Hartmann
- Oscularia superans (L.Bolus) H.E.K.Hartmann
- Oscularia thermarum (L.Bolus) H.E.K.Hartmann
- Oscularia vernicolor (L.Bolus) H.E.K.Hartmann
- Oscularia vredenburgensis (L.Bolus) H.E.K.Hartmann